# Palermo Football Club
Maillots
Actualités
Dernière mise à jour : 23 avril 2025.
Le Palermo Football Club, couramment abrégé Palermo FC (en français : Palerme FC) ou appelé Palermo, est un club de football italien fondé en 1900 sous le nom de Anglo-Palermitan Athletic and Foot-Ball Club et basé à Palerme en Sicile. Il a ensuite porté différents noms, notamment Unione Sportiva Città di Palermo lors de ses plus belles années professionnelles, entre 1994 et 2019 puis Palermo Società Sportiva Dilettantistica à l'occasion de sa relégation en Serie D (D4) pour la saison 2019-2020.

## Histoire

### De la fondation au début de la deuxième période d'après-guerre
L'histoire de Palerme commence officiellement le 1er novembre 1900, à l'instigation d' Ignazio Majo Pagano sous le nom « Anglo Palermitan Athletic and Football Club », qui en 1907 a changé son nom en Football Club de Palerme, et adopte ses couleurs rose et noir. . Dans les premières années, il remporte des trophées réservés aux équipes du sud de l'Italie, comme la Whitaker Cup ou la Lipton Cup. Avec 1915 et la Première Guerre mondiale le club a cessé toutes ses activités. Le 16 février 1920, sous le nom d'Unione Sportiva Palermo, il renaît de ses cendres grâce à l'une des plus petites équipes de la ville, le "Racing FBC". Quelques années plus tard, il participe aux compétitions régionales et interrégionales. Au cours de la saison 1926-1927, de sérieuses difficultés financières conduisent l'équipe à se retirer de la scène footballistique puis à fusionner, en 1928, avec les concitoyens de la « Vigor ». Lors de l'unification des championnats en 1929, Palerme intègre la Première Division, le troisième niveau du championnat italien de football de l' époque.
En 1941, une autre fusion a eu lieu avec l'Unione Sportiva Juventina Palermo (it). La nouvelle association, qui repart de la Serie C, obtient la promotion en Serie B en 1942. Le championnat est par la suite suspendu par la guerre et la campagne de Sicile. À la fin du conflit , il remporte le championnat de guerre de Sicile 1944-1945, puis intègre la Serie A en 1945.

### De 1945 à 1990
Dans la période allant de l'après-guerre au début des années 1970, Palerme a disputé six championnats consécutifs de Serie A de 1948-49 à 1953-54, puis a continué à alterner entre Serie B et Serie A avec cinq promotions en moins de vingt-cinq ans, avec deux championnats remportés. Dans les années 1970, sous la présidence de Renzo Barbera, Palerme échoue en finale de la Coupe d'Italie en 1974 et 1979.
Le 8 septembre 1986, Palerme a été radiée de la FIGC après avoir accumulé des dettes importantes. Déclarée en faillite par le Tribunal de Palerme dix jours après la radiation, la société disparaît définitivement.
Mais, grâce à l'intérêt d'hommes politiques et d'entrepreneurs locaux, notamment le maire Leoluca Orlando, le ministre des affaires régionales Carlo Vizzini et le président de Sicindustria Salvino Lagumina, l'« Unione Sportiva Palermo » est créée le 7 janvier 1987, afin de reprendre l'héritage de l'association sicilienne éteinte. Le nouveau-né, alors présidé par le Salvino Lagumina a obtenu, par dérogation à la FIGC, une inscription directe en Serie C2 pour l'édition 1987-1988.

### 1990-2016: entre exploits sportifs et déclin progressif
Les premières années ont vu le club atteindre la Serie B et remporter une Coupe d'Italie de Serie C en 1992-1993 après avoir perdu trois finales. Les années 1990, cependant, se termineront par une séquence de promotions en B et de relégations en C.
L'équipe parvient en Serie A en 2004-2005, avec Francesco Guidolin comme entraîneur, le club finit la saison à la sixième place. Un réel exploit pour un promu. Cette saison a vu briller de nombreux joueurs comme l'attaquant Luca Toni, qui marquera 20 buts en 35 matchs. Cette équipe comptait également dans ses rangs, les défenseurs Andrea Barzagli et Fabio Grosso ou encore le milieu de terrain, Eugenio Corini. Cette sixième place entraîna la qualification du club en 2006 pour la Coupe UEFA pour la première fois.
Au premier tour de la Coupe UEFA 2005-2006 le club s'impose face aux Chypriotes d'Anorthosis Famagouste 2-1 à l'aller, puis 0-4 au retour, lui permettant d'accéder à la phase de groupes. Pour les poules, Palerme écope du groupe B avec le club catalan de l'Espanyol Barcelone, le club russe du Lokomotiv Moscou, le club danois de Brondby IF ainsi que le club israélien du Maccabi Petah-Tivkah. 
L'ensemble des clubs ne s'affrontent qu'une fois et les trois premiers du groupe se qualifient pour le tour suivant. Palerme fera match nul contre l'Espanyol Barcelone (1-1) et contre le Lokomotiv Moscou (0-0). Des victoires respectives contre Brondby IF (3-0) et Maccabi Petah-Tikvah (1-2) permettent à Palerme de terminer à la première place de son groupe et de se qualifier pour le prochain tour.
En seizièmes de finale, Palerme rencontre le club tchèque du Slavia Prague. Après une défaite à Prague sur le score de 2-1 les Palermitains gagnent 1-0 au Stadio Renzo Barbera et se qualifient au tour suivant grâce au but marqué à l'extérieur.
En huitièmes de finale, Palerme rencontre sur le club allemand de Schalke 04. Palerme s'impose 1-0 à domicile mais perd 3-0 en Allemagne.
Durant la saison 2005-2006, Francesco Guidolin quitte l'US Palerme, et Luigi Del Neri est engagé comme nouvel entraîneur. Cependant, il est relevé de ses fonctions en janvier 2006, et remplacé par Giuseppe Papadopulo. les Siciliens finiront huitième du championnat, à deux points du Chievo Vérone, et donc d'une nouvelle place qualificative pour la Coupe UEFA. Néanmoins, à la suite de l'affaire des matchs truqués mettant en cause la Juventus, le Milan AC, la Lazio Rome ou encore la Fiorentina, de nombreuses pénalités de points permettent finalement à Palerme de finir la saison à la cinquième place et donc de se qualifier une nouvelle fois pour la Coupe UEFA.
À la fin du championnat, le président Maurizio Zamparini rappelle Francesco Guidolin à la tête de l'équipe pour la saison 2006-2007. Le club recrute le latéral droit Mattia Cassani, les milieux de terrain, Mark Bresciano et Fabio Simplicio, ainsi que le jeune uruguayen Edinson Cavani et le Brésilien Amauri.
Le club commence sa saison en Coupe UEFA 2006-2007 en affrontant le club anglais de West Ham United au premier tour. Le match aller se solde par une victoire 0-1 de Palerme à Londres. Le match retour sera remporté 3-0. Palerme héritera du groupe H avec le club anglais de Newcastle United, le club espagnol du Celta Vigo, le club turc du Fenerbahçe et le club allemand de l'Eintracht Francfort. Le club sicilien termine 4e sur 5 du groupe et ne se qualifie pas pour les seizièmes de finale.
En championnat, les Siciliens terminent de nouveau à la cinquième place, permettant une troisième qualification consécutive en Coupe UEFA. Néanmoins, Francesco Guidolin est écarté du poste d'entraîneur le 23 avril 2007 après la défaite 4-3 à domicile contre le Parme FC ; il est alors remplacé jusqu'à la fin de la saison par un duo composé de son assistant Renzo Gobbo et de l'entraîneur de l'équipe des jeunes Rosario Pergolizzi. Deux semaines après, Francesco Guidolin est rappelé pour les deux dernières journées du championnat.
Le 30 mai 2007 Stefano Colantuono est engagé comme entraîneur pour la saison à venir. Pour cette saison 2007-2008, le club recrute le latéral gauche Federico Balzaretti, le milieu de terrain Giulio Migliaccio et l'attaquant Fabrizio Miccoli. Au début, l'équipe s'installe sur le podium, mais après 5 matchs nuls consécutifs et une défaite 5-0 contre la Juventus FC le 25 novembre 2007, le président renvoie Stefano Colantuono et demande à nouveau à Francesco Guidolin de revenir aux affaires. Après une série de trois défaites consécutives, Francesco Guidolin est à nouveau limogé et Stefano Colantuono est nommé à nouveau comme entraîneur jusqu'à la fin de la saison où Palerme termine à la 11e place avec 47 points. La saison européenne de Palerme commence quant à elle au premier tour de la Coupe UEFA contre le club tchèque du FK Mladá Boleslav. Après une défaite 1-0 à l'aller et une victoire 1-0 à domicile, Palerme est éliminé aux tirs au but (4-2).
Palerme commence la saison 2008-2009 avec Stefano Colantuono. Il est congédié par le président Maurizio Zamparini après le premier match, et remplacé par Davide Ballardini. Le club recrute le gardien de but, Marco Amelia les défenseurs, Simon Kjaer, Cesare Bovo et Morris Carrozzieri, les milieux de terrain, Fabio Liverani et Antonio Nocerino et Les attaquants, Igor Budan, Davide Succi et Abel Hernandez. En fin de saison, le club termine à la huitième place de Serie A, et l'ancien gardien de l'équipe nationale italienne Walter Zenga est nommé entraineur.
Pour la saison 2009-2010, le jeune gardien formé au club, Salvatore Sirigu sera titulaire. Le défenseur roumain Dorin Goian, et les milieux Argentins, Nicolas Bertolo et Javier Pastore arrivent au club. Palerme réalise une superbe saison sous Delio Rossi, remplaçant de Zenga, en terminant 5e du championnat avec une qualification pour l'UEFA Europa Ligue. Fabrizio Miccoli réalisa la saison la plus prolifique de sa carrière avec 19 buts inscrits en Serie A.
La saison 2010-2011 commence avec le départ d'Edinson Cavani vers Naples. Une saison qui avait très bien commencée pour les Siciliens mais qui se conclut avec une huitième place en Serie A. Lors de son parcours européen, Palerme joue le tour de barrage contre le club slovène du NK Maribor (3-0 ; 2-3) et se qualifiera pour la phase de groupes. Palerme finira troisième de son groupe et sera éliminé. En Coupe d'Italie le club sicilien ira jusqu'en finale, perdu 1-3 contre l'Inter Milan. Cette finale permettra à Palerme de se qualifier automatiquement pour l'UEFA Europa Ligue. Cette saison est marquée également par le fait que Javier Pastore finira meilleur espoir de Serie A avec notamment 11 buts inscrit en championnat.
Le 2 juin 2011, Maurizio Zamparini fait appel aux services de Stefano Pioli. Cette saison est marquée par de nombreux départs majeurs. En première ligne, l'Argentin Javier Pastore part pour le Paris-Saint-Germain, accompagné par Salvatore Sirigu qui prend la même direction. Le club termine 16eà 7 points du premier relégable.
À la suite d'une saison 2011-2012 décevante, on note l'arrivée de l'attaquant Paulo Dybala. Palerme finira la saison à la 18e place à 6 points du Genoa, premier non relégable. Après 9 saisons consécutives en Serie A, le club de redescend en Serie B.
Lors de la saison 2013-2014 en Serie B, Palerme sous la direction de l'entraîneur Giuseppe Iachini terminera champion de Serie B, pour la cinquième fois de son histoire.
La saison 2014-2015 marque le retour du club sicilien en Serie A. Le club finira la saison a une encourageante 11e place qui sera notamment marquée par une saison exceptionnelle de Paulo Dybala, qui finira par signer à la Juventus pour 32 millions d’euros (hors bonus).
Pour cette nouvelle saison 2015-2016, le club sicilien désormais orphelin de Paulo Dybala, connaitra une série de 12 matchs sans victoires et se retrouve à jouer les dernières places au classement. Finalement, il se maintiendra à la dernière journée grâce à un succès 3-2 face à l'Hellas Vérone et finira avec 39 points, à 1 point de Carpi, premier relégable. 
La saison 2016-2017, les Palermitains réalisent une très mauvaise saison sans aucune victoire de la 6e à la 16e journée. Sur cette période, on compte un match nul et 9 défaites consécutives. Malgré une fin de saison marquée par quelques victoires, le club sicilien redescend en Serie B en terminant à la 19e place avec 6 victoires et 6 matchs nuls sur 38 matchs. Une année catastrophique qui marque définitivement la fin d'un cycle à Palerme.  
De retour en deuxième division pour la saison 2017-2018, Palerme finira la saison à la 4e place du championnat, réalisant une belle saison. Cette 4e place étant qualificative pour les barrages de montée en Serie A. Dans les barrages, Palerme retrouve Venise en demi-finales (1-1 ; 1-0), les Siciliens s'en sortent et se qualifient pour la finale face au club de Frosinone. Après une victoire 2-1 à l'aller, l'espoir était de mise pour un retour en Serie A. Ce match retour se conclura par une victoires de Frosinone 2-0, un match polémique dans ses faits de jeu en faveur des locaux. 
La saison 2018-2019 est une saison globalement décevante pour Palerme. Le club terminera dans le ventre mou du classement, à la 11e place. Palerme se retrouve dans une situation financière très préoccupante. Le club doit essuyer une dette de 22 800 000 €, Maurizio Zamparini est contraint de vendre le club pour 10 € symboliques afin de tenter de sauver le club, en vain.

### 25 juin 2019: faillite
Le 13 mai 2019, la FIGC rétrocède Palerme en Serie C pour la saison 2019-2020, en le classant à la dernière place de la Serie B 2018-2019 pour irrégularités administratives lors de son inscription au championnat mais est finalement maintenu en Serie B en appel. Contre toute attente, le 25 juin, le club n'a pas rendu son dossier d'inscription pour le championnat de Serie B mettant en péril son statut professionnel. Finalement le 12 juillet, le conseil fédéral de la FIGC décide à l'unanimité de l'exclusion du club de la Serie B et de la révocation de son statut professionnel, entraînant la libération immédiate de tous les joueurs. Le club est liquidé et est relégué en Serie D.

### 2019-2022: nouveau club, nouveaux actionnaires, nouveau nom: la renaissance
Le 23 juillet 2019, un nouveau club, sous le nom de Società Sportiva Dilettantistica Palermo est créé et admis en Serie D. Le lendemain, le maire de Palerme, Leoluca Orlando annonce avoir choisi les nouveaux propriétaires du club, Dario Mirri et Tony DiPiazza de la société Hera Hora.
Le club commence le championnat de Serie D le 1er septembre face au club de Marsala. En 2020, le club est promu en Serie C en terminant à la première place de son groupe de Serie D.
Après une première saison en troisième division italienne (Serie C) où le club s'inclinera en quart de finale des barrages pour la montée en deuxième division (Serie B), le club termine la saison 2021-2022 à la troisième place du groupe C, et participe aux barrages de montée, il arrive en finale contre Calcio Padoue. Les Siciliens emporteront les deux rencontres et font leur retour en Serie B.
Le club est racheté par l'actionnaire majoritaire de Manchester City, le City Football Group et devient le onzième club à travers le monde appartenant à la société.

### Depuis 2022: retour en Serie B sous l'impulsion des nouveaux actionnaires
Pour son retour en Serie B et sous l'impulsion des nouveaux actionnaires, le club de Palerme recrute plusieurs joueurs. Matteo Brunori, auteur de 29 buts lors de la saison 2021-2022, il fut l'un des acteurs majeurs de la montée du club. Matteo Brunori était prêté à Palerme par la Juventus.

## Identité du club

### Blasons
Durant son histoire, le Palermo FC a arboré plusieurs blasons.
- Historique des blasons du Palermo FC

"Historique
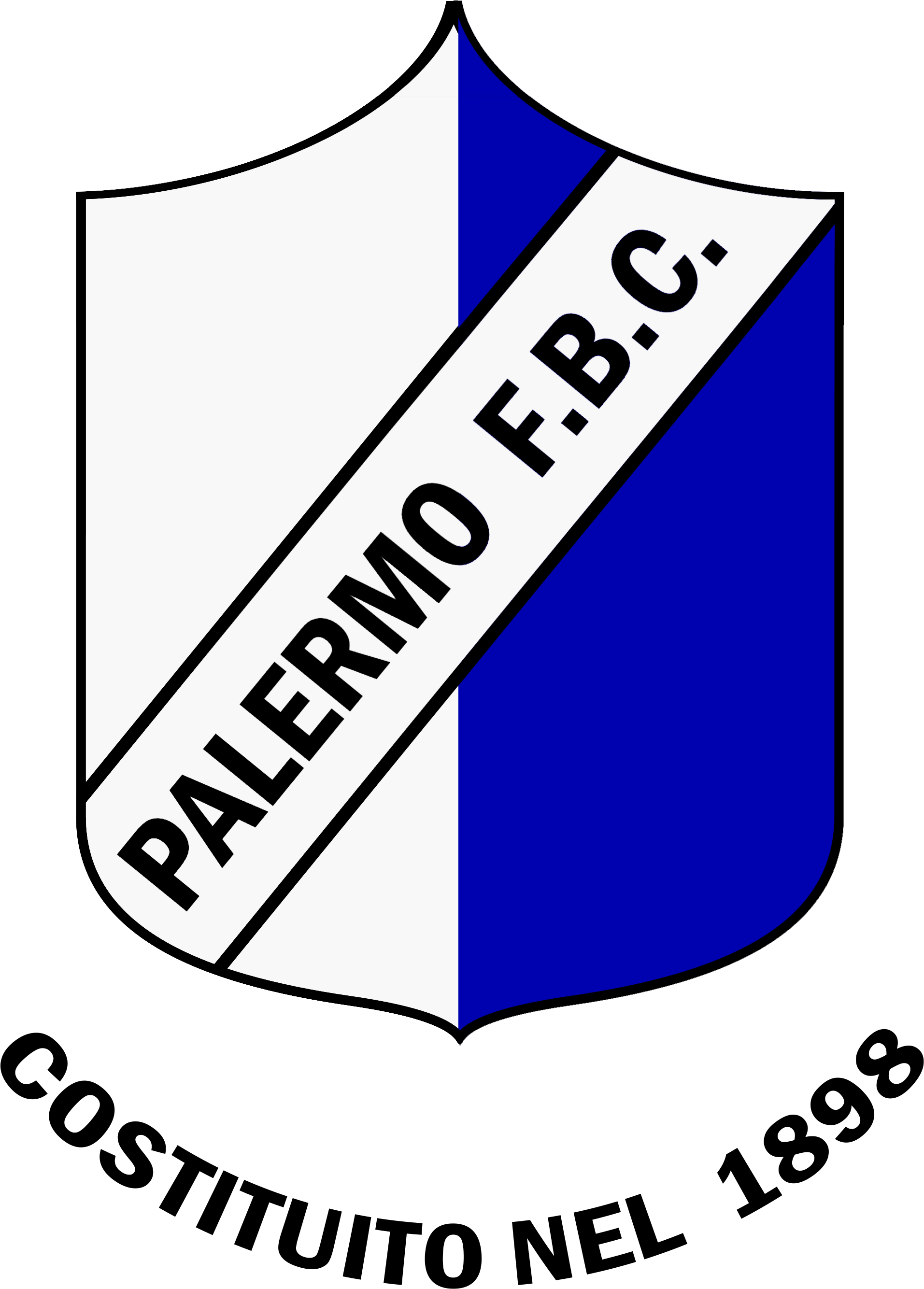
1920-1921
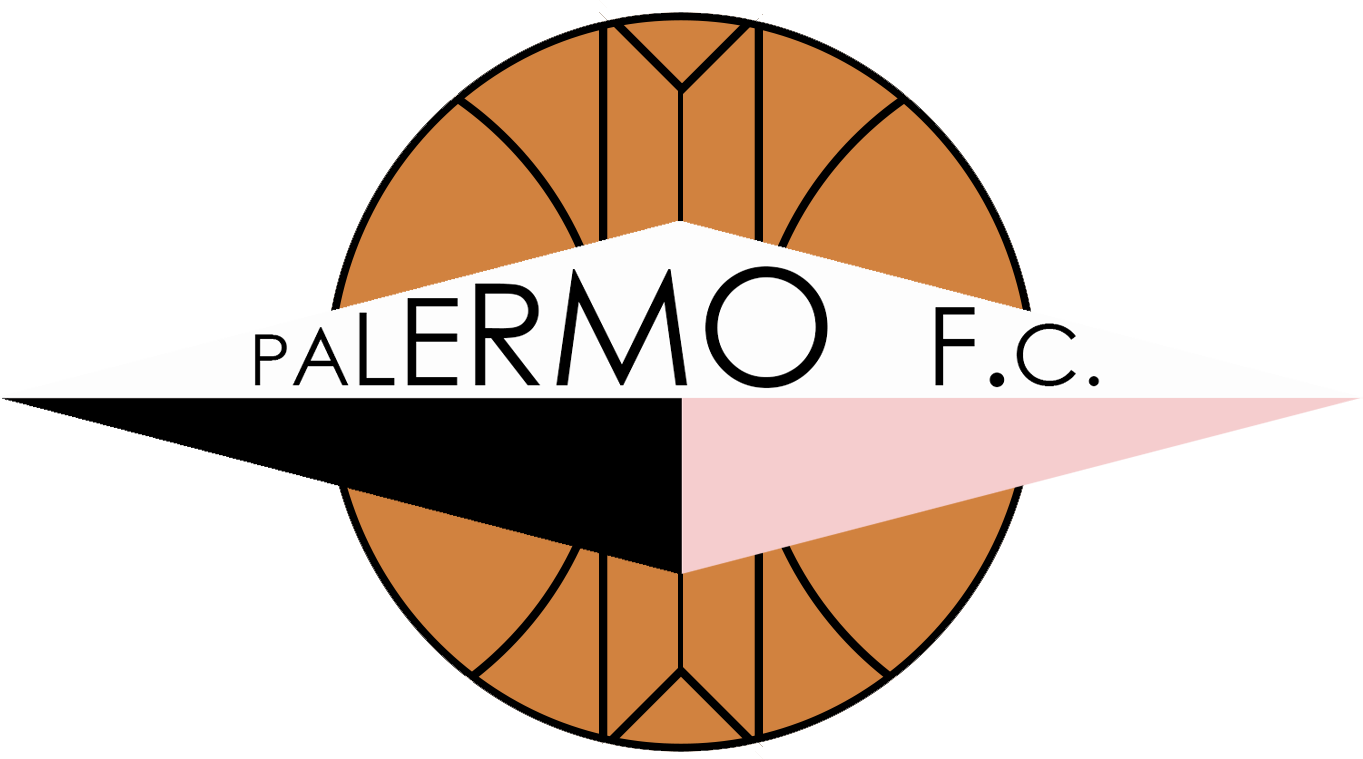
1929-1932
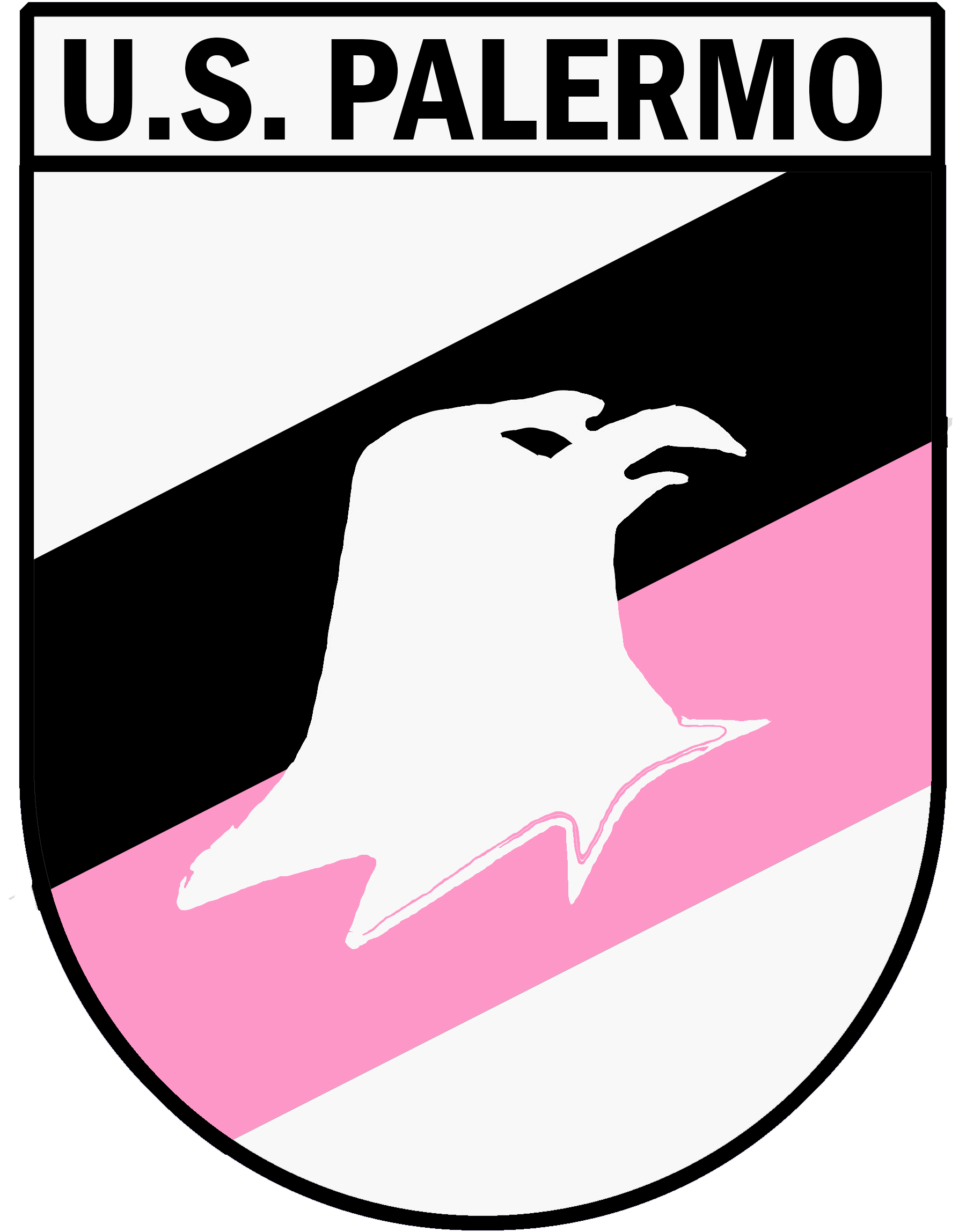
1987-1991
2019-2024
Depuis 2024

### Sponsors
| Période   | Fournisseur officiel | Sponsor du maillot                              |
| --------- | -------------------- | ----------------------------------------------- |
| 1977-1978 | NR                   | aucun                                           |
| 1978-1979 | NR                   | aucun                                           |
| 1979-1980 | Pouchain             | aucun                                           |
| 1981-1982 | NR N2                | Vini Corvo                                      |
| 1983-1984 | NR N2                | Pasta Ferrara                                   |
| 1985-1986 | NR N2                | Juculano                                        |
| 1987-1989 | NR N2                | Palerme                                         |
| 1989-1990 | Hummel               | Palerme                                         |
| 1990-1991 | ABM                  | Palerme                                         |
| 1991-1992 | ABM                  | Sèleco                                          |
| 1992-1993 | ABM                  | Giornale di Sicilia                             |
| 1993-1994 | ABM                  | Toka                                            |
| 1994-1996 | ABM                  | Province de Palerme                             |
| 1996-1997 | Kappa                | Giornale di Sicilia                             |
| 1997-1998 | Kappa                | Tomarchio Naturà                                |
| 1998-1999 | Kappa                | Province de Palerme-Palermo Provincia Turistica |
| 1999-2000 | Kronos               | Tele+                                           |
| 2000-2001 | Lotto                | Alitalia                                        |
| 2001-2002 | Lotto                | LTS                                             |
| 2002-2006 | Lotto                | Province de Palerme                             |
| 2006-2007 | Lotto                | Mandi - Gruppo Zamparini                        |
| 2007-2008 | Lotto                | personne, puis Pramac                           |
| 2008-2009 | Lotto                | personne, puis BetShop Italia                   |
| 2009-2010 | Lotto                | BetShop Italia                                  |
| 2010-2011 | Legea                | Eurobet                                         |
| 2011-2012 | Legea                | Eurobet & Burger King                           |
| 2012-2013 | Puma                 | Eurobet                                         |
| 2013-2014 | Puma                 | Rosanero Cares                                  |
| 2014-2015 | Joma                 | Rosanero Cares                                  |
| 2015-2016 | Joma                 |                                                 |
| 2016-2017 | Joma                 |                                                 |
| 2017-2018 | Legea                |                                                 |
| 2018-2019 | Legea                |                                                 |
| 2019-2020 | Kappa                | Bisaten                                         |
| 2020-2021 | Kappa                | Bisaten & Gagliano Gioelli                      |
| 2021-2022 | Kappa                | Bisaten & Gagliano Gioelli                      |
| 2022-2023 | Kappa                | Bisaten & Gagliano Gioelli                      |
| 2023-2024 | Puma                 | Old Wild West                                   |
| 2024-2025 | Puma                 | Old Wild West                                   |

## Palmarès et statistiques

### Palmarès
- Coupe d'Italie
  - Finaliste (3) : 1974, 1979 et 2011
- Serie B
  - Champion (5) : 1931–1932, 1947–1948, 1967–1968, 2003–2004, 2013-2014
  - Vice-champion (1) : 1958–1959
- Serie C
  - Champion (1) : 1941–1942
- Serie C1
  - Champion (3) : 1984–1985, 1992–1993, 2000–2001
  - Vice-champion (2) : 1990–1991, 1998–1999
- Serie C2
  - Champion (1) : 1987–1988
- Coupe d'Italie Serie C
  - Vainqueur (1) : 1990–1991
- Coppa Federale Siciliana
  - Vainqueur (1) : 1920
- Whitaker Challenge Cup
  - Vainqueur (1) : 1908
- Lipton Challenge Cup
  - Vainqueur (3) : 1910, 1912, 1913
  - Finaliste (3) : 1909, 1911, 1914

### Évolution en championnat

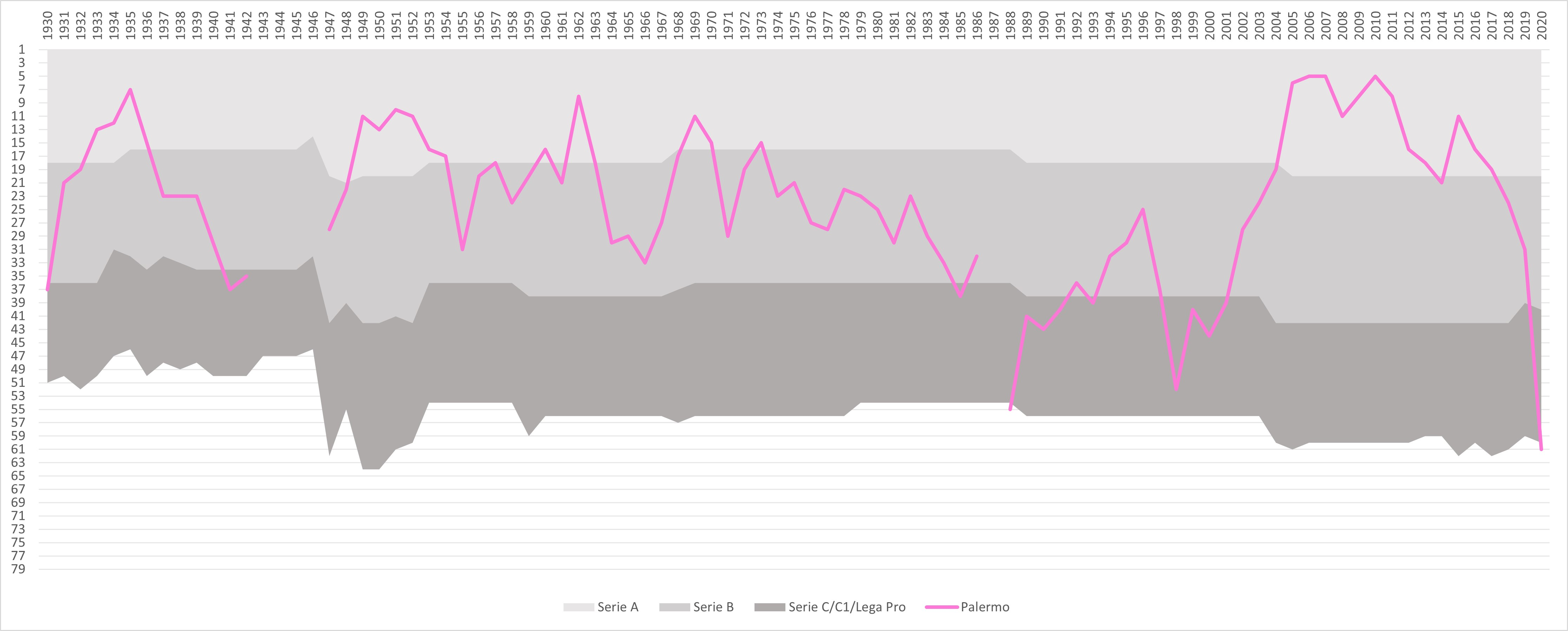
Palerme dans le football italien de 1930 à 2020

### Parcours européen de l'US Palerme
| Saison    | Compétition  | Tour    | Pays       | Club                  | Dom.            | Ext. |
| --------- | ------------ | ------- | ---------- | --------------------- | --------------- | ---- |
| 2005-2006 | Coupe UEFA   | T1      | Chypre     | Anorthosis Famagouste | 2-1             | 4-0  |
| 2005-2006 | Coupe UEFA   | Gr.     | Israël     | Maccabi Petach-Tikva  | NC              | 2-1  |
| 2005-2006 | Coupe UEFA   | Gr.     | Russie     | Lokomotiv Moscou      | 0-0             | NC   |
| 2005-2006 | Coupe UEFA   | Gr.     | Espagne    | Espanyol Barcelone    | NC              | 1-1  |
| 2005-2006 | Coupe UEFA   | Gr.     | Danemark   | Brøndby IF            | 3-0             | NC   |
| 2005-2006 | Coupe UEFA   | 1/16 f. | Tchéquie   | Slavia Prague         | 1-0             | 1-2  |
| 2005-2006 | Coupe UEFA   | 1/8 f.  | Allemagne  | Schalke 04            | 1-0             | 0-3  |
| 2006-2007 | Coupe UEFA   | T1      | Angleterre | West Ham United       | 3-0             | 0-1  |
| 2006-2007 | Coupe UEFA   | Gr.     | Allemagne  | Eintracht Francfort   | NC              | 2-1  |
| 2006-2007 | Coupe UEFA   | Gr.     | Angleterre | Newcastle United      | 0-1             | NC   |
| 2006-2007 | Coupe UEFA   | Gr.     | Turquie    | Fenerbahçe SK         | NC              | 0-3  |
| 2006-2007 | Coupe UEFA   | Gr.     | Espagne    | Celta Vigo            | 1-1             | NC   |
| 2007-2008 | Coupe UEFA   | T1      | Tchéquie   | FK Mladá Boleslav     | 0-1 (t.a.b 2-4) | 1-0  |
| 2010-2011 | Ligue Europa | Barr.   | Slovénie   | NK Maribor            | 3-0             | 2-3  |
| 2010-2011 | Ligue Europa | Gr.     | Tchéquie   | Sparta Prague         | 2-2             | 2-3  |
| 2010-2011 | Ligue Europa | Gr.     | Suisse     | FC Lausanne-Sport     | 1-0             | 1-0  |
| 2010-2011 | Ligue Europa | Gr.     | Russie     | CSKA Moscou           | 0-3             | 1-3  |
| 2011-2012 | Ligue Europa | TP3     | Suisse     | FC Thoune             | 2-2             | 1-1  |

### Bilan européen
Mise à jour le 1ernovembre 2013.
| Coupe                                  | Matchs joués | Victoires | Nuls | Défaites | Buts marqués | Buts encaissés |
| -------------------------------------- | ------------ | --------- | ---- | -------- | ------------ | -------------- |
| Ligue des champions                    | 0            | 0         | 0    | 0        | 0            | 0              |
| Coupe d'Europe des vainqueurs de Coupe | 0            | 0         | 0    | 0        | 0            | 0              |
| Ligue Europa                           | 10           | 3         | 3    | 4        | 15           | 16             |
| Supercoupe de l'UEFA                   | 0            | 0         | 0    | 0        | 0            | 0              |
| Coupe UEFA                             | 18           | 10        | 3    | 5        | 23           | 15             |
| TOTAL                                  | 28           | 13        | 6    | 9        | 38           | 31             |

### Adversaires européens rencontrés
- Eintracht Francfort
- Schalke 04
- Newcastle United
- West Ham
- Anorthosis Famagouste
- Brøndby IF
- Espanyol de Barcelone
- Celta Vigo
- Maccabi Petah-Tikvah
- Sparta Prague
- Slavia Prague
- CSKA Moscou
- Lokomotiv Moscou
- NK Maribor
- FC Lausanne-Sport
- FC Thoune
- Fenerbahçe SK

### Bilan en championnats
| Catégorie                                         | Divisions       | Participations | Début     | Dernière saison | Évolutions |
| A                                                 | Serie A         | 29             | 1932–33   | 2016–17         | 9          |
| B                                                 | Serie B         | 44             | 1930–31   | 2018–19         | 9 · 3 ✟ 3  |
| C                                                 | Prima Divisione | 1              | 1929–30   | 1929–30         | 6          |
| C                                                 | Serie C         | 3              | 1941–42   | 2021–22         | 6          |
| C                                                 | Serie C1        | 9              | 1984–85   | 2000–01         | 6          |
| C                                                 | Serie C2        | 1              | 1987–88   | 1987–88         | 1          |
| 87/90 ans au sein du football italien depuis 1929 |                 |                |           |                 |            |
| D                                                 | Serie D         | 1              | 2019–2020 | 2019–2020       | 1          |

En 80 saisons depuis les débuts en divisions supérieures le 3 octobre 1926, y compris deux tournois dont une Seconde Division et une Misto Bassa Italia disputé en qualité de club de Serie B, et un tournoi de Serie C2. Durant t4 saisons (1927-1928, 1940-1941, 1986-1987, 2019) le club est resté inactif pour cause de faillite.

### Bilan en coupes nationales
- Participations à la Coupe d'Italie : 55
- Participations à la Coupe d'Italie de Serie C : 10
- Participations à la Supercoupe de la Ligue Serie C1 : 1

## Joueurs et personnalités du club

### Joueurs emblématiques
- Fabrizio Miccoli
- Paulo Dybala
- Andrea Belotti
- Salvatore Sirigu
- Helge Christian Bronée
- Čestmír Vycpálek
- Luca Toni
- Amauri
- Edinson Cavani
- Javier Pastore
- Andrea Barzagli
- Cesare Bovo
- Fabio Grosso
- Josip Iličić
- Franco Vázquez
- Giuseppe Biava
- Franco Brienza
- Mark Bresciano
- Mattia Cassani
- Santiago Vernazza
- Eugenio Corini
- Fabio Liverani
- Fabio Simplicio
- Antonio Nocerino
- Federico Balzaretti
- Stefano Sorrentino
- Abel Hernández
- Cristian Zaccardo
- Simone Barone
- Alessandro Diamanti
- Giulio Migliaccio
- Alberto Gilardino
- Stefano Sorrentino

### Présidents
Le tableau suivant présente la liste des présidents du club depuis 1900.
| Rang | Nom                  | Période   |
| ---- | -------------------- | --------- |
| 1    | Edward De Garston    | 1900-1903 |
| 2    | Michele Vannucci     | 1903-1904 |
| 3    | Ignazio Majo Pagano  | 1904-1908 |
| 4    | Roberto Pottino      | 1908-1919 |
| 5    | Valentino Colombo    | 1919-1923 |
| 6    | Michele Utveggio     | 1923-1925 |
| 7    | Valentino Colombo    | 1925-1928 |
| 8    | Liotta di Lemos      | 1928      |
| 9    | Giovanni Sergio      | 1929      |
| 10   | Guido Airoldi        | 1929      |
| 11   | L. B. di Gebbiarossa | 1929-1931 |
| 12   | F. P. Barresi        | 1931-1933 |
| 13   | G. Lo Casto Valenti  | 1933-1934 |
| 14   | Valentino Colombo    | 1934-1935 |

| Rang | Nom                  | Période   |
| ---- | -------------------- | --------- |
| 15   | Giovanni De Luca     | 1935      |
| 16   | Luigi Majo Pagano    | 1936      |
| 17   | Valentino Colombo    | 1936-1937 |
| 18   | Paolo Di Pietra      | 1937-1938 |
| 19   | Salvatore Barbaro    | 1938-1941 |
| 20   | Duilio Lanni         | 1941-1942 |
| 21   | Giuseppe Agnello     | 1942-1947 |
| 22   | Stefano La Motta     | 1947-1948 |
| 23   | Giuseppe Guzzardella | 1948-1951 |
| 24   | R. Lanza di Trabia   | 1951-1952 |
| 25   | Carlo La Lomia       | 1952-1953 |
| 26   | Mario Fasino         | 1953-1954 |
| 27   | Ernesto Pivetti      | 1954-1955 |
| 28   | Giuseppe Trapani     | 1955-1956 |

| Rang | Nom                 | Période   |
| ---- | ------------------- | --------- |
| 29   | Arturo Cassina      | 1956      |
| 30   | Giuseppe Seminara   | 1957      |
| 31   | Casimiro Vizzini    | 1957-1963 |
| 32   | Guglielmo Pinzero   | 1963-1964 |
| 33   | Ernesto Di Fresco   | 1964      |
| 34   | Luigi Barbaccia     | 1964-1965 |
| 35   | Franz Gorgone       | 1965      |
| 36   | Luigi Gioia         | 1965-1967 |
| 37   | Giuseppe Pergolizzi | 1967-1970 |
| 38   | Renzo Barbera       | 1970-1981 |
| 39   | Gaspare Gambino     | 1981-1982 |
| 40   | Roberto Parisi      | 1982-1985 |
| 41   | Salvatore Matta     | 1985-1987 |
| 42   | Salvino Lagumina    | 1987-1989 |

| Rang | Nom                 | Période   |
| ---- | ------------------- | --------- |
| 43   | Giovanni Ferrara    | 1989-1993 |
| 44   | Liborio Polizzi     | 1993-1995 |
| 45   | Giovanni Ferrara    | 1995-2000 |
| 46   | Sergio D'Antoni     | 2000-2002 |
| 47   | Maurizio Zamparini  | 2002-2017 |
| 48   | / Paul Baccaglini   | 2017      |
| 49   | Giovanni Giammarva  | 2017-2018 |
| 50   | Clive Richardson    | 2018-2019 |
| 51   | Rino Foschi         | 2019      |
| 52   | Alessandro Albanese | 2019      |
| 53   | Dario Mirri         | 2019-     |

### Entraîneurs
Liste des entraîneurs de Palerme depuis 1930,, :